# Hypnotisøren (film)
Hypnotisøren er en svensk dramafilm fra 2012 instrueret af Lasse Hallström. Den er baseret på romanen af samme navn fra 2009 af Lars Kepler.

## Handling
Kriminalkommissær Joona Linna har et vidne, der mirakuløst har overlevet et brutalt mord på en familie i et lille hus uden for Stockholm. Vidnet svæver mellem liv og død og er for kvæstet til at kunne afhøres via konventionelle metoder. I sin kamp mod uret overtaler Linna den skeptiske hypnotisør Erik Maria Bark til at forsøge at få drengen i tale og få ham til at vidne under hypnose. Bark bliver overtalt og ender med at bryde sit løfte om aldrig at hypnotisere igen, og en farefuld rejse ind i det ubevidste, bundløse mørket begynder.

## Medvirkende (i udvalg)
- Tobias Zilliacus som Joona Linna
- Mikael Persbrandt som Erik Maria Bark
- Lena Olin som Simone Bark
- Helena af Sandeberg som Daniella
- Eva Melander som Magdalena
- Johan Hallström som Erland
- Göran Thorell som Stensund